# Sinfonía n.º 23 (Haydn)

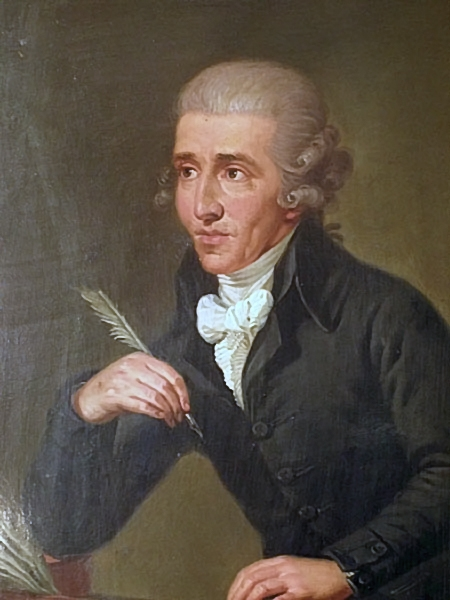
Haydn hacia 1770.

La Sinfonía n.º 23 en sol mayor, Hob. I:23 fue compuesta por Joseph Haydn en 1764.

## Historia
La producción sinfónica del maestro austríaco puede dividirse a grandes rasgos en tres bloques temporales: el primer bloque (1757-1761) se corresponde con su periodo al servicio del conde Carl von Morzin (n.º 1 - n.º 5); el segundo bloque en la corte Esterházy (1761-1790 pero con la última sinfonía para el público de Esterházy en 1781); y el tercer bloque (1782-1795) comprende las Sinfonías de París (n.º 82 - n.º 87) y las Sinfonías de Londres (n.º 93 - n.º 104). El 1 de mayo de 1761 el compositor firmó su contrato como vice-kapellmeister (más tarde kapellmeister) de la familia Esterházy, que nominalmente duró 48 años, hasta su muerte.
La composición de esta pieza se desarrolló en 1764. Se conserva el manuscrito autógrafo fechado en ese año. Por aquel entonces era asistente de Kapellmeister en la corte del príncipe Nicolás Esterházy. Mientras que la numeración de las primeras sinfonías de Haydn se asemeja a veces a un rompecabezas plástico de secuencia de diapositivas, la n.º 23 no presenta ningún problema, y sus hermanas inmediatas pertenecen al año 1764. Sin duda fue creada para una de las galas que llenaban el gran salón del príncipe Esterházy. Su carácter soleado e incluso desenfadado (en el Finale) refleja la disposición alegre de su joven creador, lo que no es de extrañar para un músico que estaba al servicio lucrativo y cómodo de un mecenas agradecido y alentador.

## Instrumentación
La partitura está escrita para una orquesta formada por:
- Viento madera: 2 oboes y 1 fagot.
- Viento metal: 2 trompas.
- Cuerda: una sección de cuerdas con 2 violines, viola, violonchelo y contrabajo.
- Teclado: clavecín como bajo continuo.

En aquella época se solía emplear un fagot para amplificar la voz del bajo, incluso sin una notación separada. En cuanto a la participación del clavecín como bajo continuo en las sinfonías de Haydn existen diversas opiniones entre los estudiosos: James Webster se sitúa en contra; Hartmut Haenchen a favor; Jamie James en su artículo para The New York Times presenta diferentes posiciones por parte de Roy Goodman, Christopher Hogwood, H. C. Robbins Landon y James Webster. A partir de 2019 la mayor parte de las orquestas con instrumentos modernos no utiliza el clavecín como continuo. No obstante, existen grabaciones con clavecín en el bajo continuo realizadas por: Trevor Pinnock (Sturm und Drang Symphonies, Archiv, 1989-1990); Nikolaus Harnoncourt (n.º 6–8, Das Alte Werk, 1990); Sigiswald Kuijken (incluidas las Sinfonías de París y Londres; Virgin, 1988-1995); Roy Goodman (Ej. n.º 1-25, 70-78, 82-87; Hyperion, 2002).

## Estructura y análisis
La sinfonía consta de cuatro movimientos:
- I. Allegro, en sol mayor 3
4
- II. Andante, en do mayor 2
4
- III. Menuet, en sol mayor – Trio, en do mayor 3
4
- IV. Presto assai, en sol mayor 6
8

La interpretación de esta obra dura aproximadamente entre 15 y 20 minutos. Su carácter luminoso, e incluso desenfadado en el Finale, refleja la disposición alegre de su joven creador, lo que no es de extrañar para un músico que trabajaba para un mecenas agradecido y generoso.

### I.Allegro
El primer movimiento, Allegro, está escrito en la tonalidad de sol mayor, en compás de 3/4 y sigue la forma sonata. El movimiento de apertura está en ágil ritmo ternario y alterna dos temas igualmente animados, ambos coloreados por la trompa, que en conjunto miran hacia la posterior Sinfonía n.º 92 "Oxford".

### II.Andante
El segundo movimiento, Andante, está en sol mayor y en compás de 2/4. El movimiento lento está escrito solamente para las cuerdas, y tiene cinquillos de fusas en las voces graves. El compositor emplea las suspensiones con gran efecto.

### III.Menuet – Trio
El tercer movimiento, Menuet – Trio, está en sol mayor mientras que en el trío pasa a do mayor y el compás es 3/4. El minueto es un canon entre las voces agudas (violines y oboes) y las graves (violas y violonchelos) con un intervalo de separación de un compás. Sugiere la idea de una joven bailarina que enseña los pasos a su amante menos ágil mientras éste intenta seguirle el ritmo. Haydn ya había escrito un canon en el minueto de su Sinfonía n.º 3 y cánones parecidos serán escritos en los minuetos en sol mayor de Michael Haydn y Mozart. El mismo Haydn desarrollaría su técnica en los "Cánones en diapasón" del minueto de su Sinfonía n.º 44 "Trauer" y el Minueto de las brujas de su Cuarteto de cuerda en re menor de la Op. 76.

### IV.Presto assai
El cuarto y último movimiento, Presto, retoma la tonalidad inicial y el compás es 6/8. El Finale es notable por la sorpresa al final de la segunda mitad: "una nota en pizzicato indeterminada". La segunda mitad está marcada con un signo de repetición, pero el director puede elegir "entre omitir el da capo para no arriesgarse a que el final sorpresa se anticipe". H. C. Robbins Landon cree que este podría ser "el primer ejemplo del famoso sentido del humor de Haydn". El célebre bromista musical Haydn de los últimos años hace una temprana aparición a través de los abruptos contrastes dinámicos y la coda menos convencional, en la que un diminuendo conduce a un cierre en pizzicato apenas audible.